# Botta senza risposta
Botta senza risposta (Champagne for Caesar) è un film del 1950 diretto da Richard Whorf.
È un film commedia statunitense con Ronald Colman, Celeste Holm e Vincent Price.

## Produzione
Il film, diretto da Richard Whorf su una sceneggiatura di Frederick Brady e Hans Jacoby, fu prodotto da George Moskov per la Cardinal Pictures e girato nei Motion Picture Center Studios a Hollywood in California.

## Distribuzione
Il film fu distribuito negli Stati Uniti dall'11 maggio 1950 al cinema dalla United Artists.
Alcune delle uscite internazionali sono state:
- in Svezia il 7 agosto 1950 (Kvitt eller dubbelt)
- in Australia il 3 novembre 1950
- in Portogallo il 25 giugno 1951 (O Doido da Rádio)
- in Danimarca il 26 febbraio 1961 (in prima TV)
- in Brasile (O Doido do Rádio)
- in Italia (Botta senza risposta)

## Promozione
La tagline è: "...the bubbliest, frothiest, tickliest comedy!".

## Critica
Secondo il Morandini il film è "una commedia lepida e alacre che, almeno nella prima parte, raggiunge il livello di una satira aguzza di costume". Le interpretazioni si rivelano all'altezza, soprattutto quella del "duttile Colman".
Secondo Leonard Maltin è una "piacevole parodia" in cui Price risulta divertente nel ruolo di un produttore di sapone dal carattere nevrotico.